# 特洛伊·墨菲
特洛伊·布兰登·墨菲（英語：Troy Brandon Murphy，1980年5月2日—），出生于新泽西州莫里斯敦，美国职业篮球运动员，司职大前锋、中鋒。他過去也效力過金州勇士、印第安納溜馬、紐澤西籃網、波士頓塞爾提克、洛杉磯湖人和達拉斯小牛。

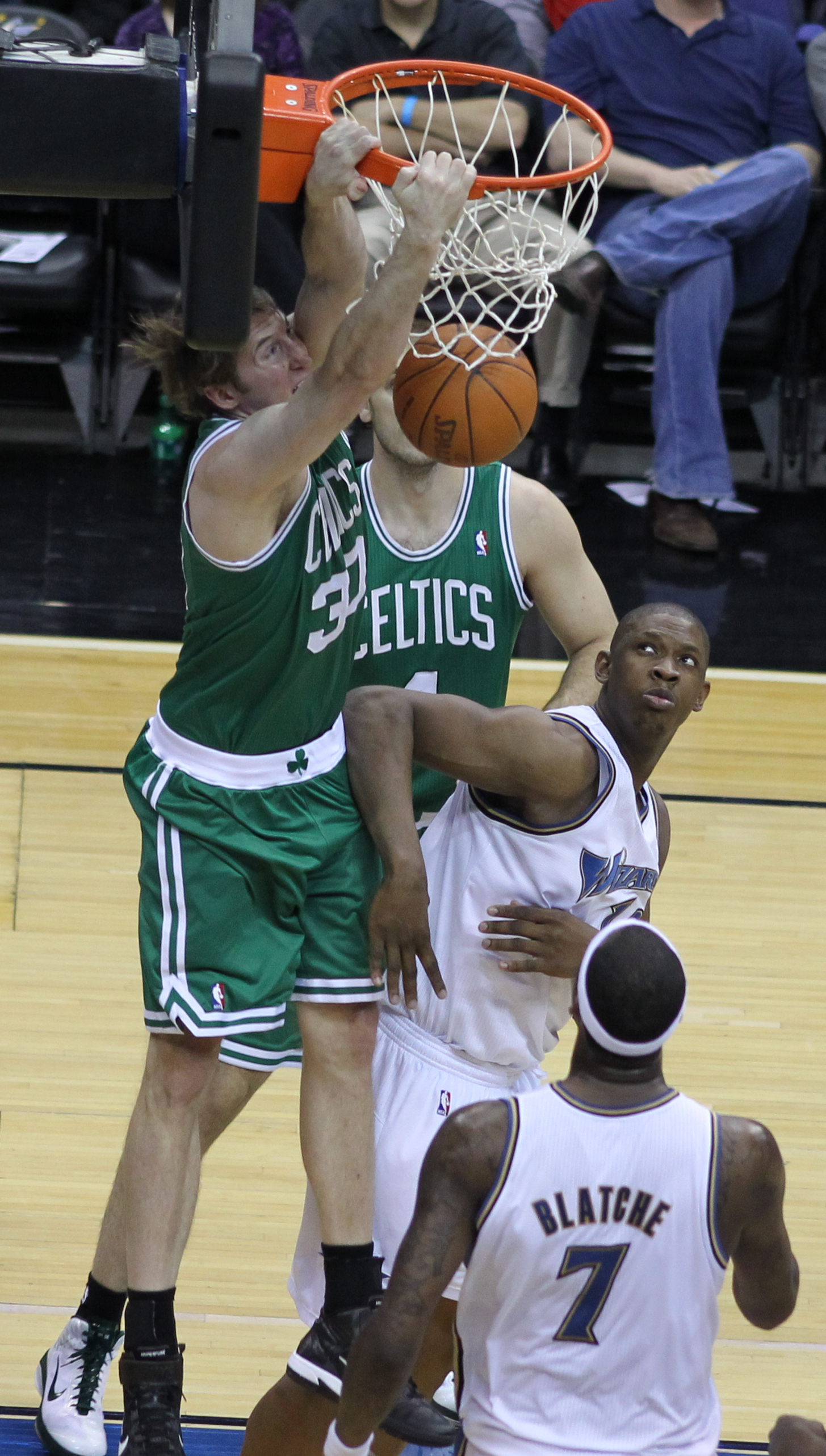
Murphy with the Celtics